# Bioman
Pour Bioman 2, voir Maskman (Bioman 2). Pour Bioman 3, voir Liveman (Bioman 3).
Dynaman Changeman
Bioman (超電子バイオマン, Chōdenshi Baioman, littéralement Super électron Bioman) est une série télévisée japonaise du genre sentai, en 51 épisodes de 20 minutes, créée en 1984. Huitième série du genre au Japon.
En France, la série a d'abord été diffusée sur Canal+ en clair dans l'émission Cabou Cadin à partir du 1er juillet 1985, le samedi à 12h30, puis sur TF1 dans le Club Dorothée à partir du 2 septembre 1987. La série eut tout de suite un immense succès, ce qui permit à d'autres séries sentai d'être importées en France. Elle a depuis acquis un statut de série culte parmi la génération Club Dorothée, et est régulièrement rediffusée sur la chaîne Mangas.

## Synopsis
Alors qu'il fuit sa planète natale ravagée par la guerre, un immense robot nommé Géant Bioman débarque sur Terre avec à son bord l'androïde Peebolo, durant l'ère féodale japonaise. Dès leur arrivée sur l'archipel, ils choisissent cinq jeunes gens que le géant de métal inonde de bio-particules, dans l'espoir d'en faire profiter les générations futures. Cinq cents ans plus tard, Peebolo et le Géant Bioman se réveillent d'une longue léthargie, alors qu'une crise éclate sur Terre : le nouvel empire Gear, une société composée de monstres mécaniques et d'êtres humains robotisés gouvernée par le malfaisant Docteur Mad, s'est révélée au grand jour et entend conquérir la planète. Peebolo part alors à la recherche des descendants des cinq Japonais jadis irradiés par les bio-particules, afin de leur faire prendre conscience de leur pouvoir et de les aider à combattre le nouvel empire Gear. Au cours des épisodes, d'autres personnages importants entreront en scène tel Silva le chasseur de bio-particules déterminé à éradiquer les Biomen, le mystérieux professeur Shibata, ou le jeune Shūichi Kageyama qui aura un rôle déterminant lors du dénouement final.

## Personnages

### Biomen
- Jacky Gor (郷 史朗, Gō Shirō?) / Force Rouge (レッドワン, Reddo Wan?, "Red One") (1-51) est un pilote de navettes spatiales pour la NASA. D'un tempérament calme, posé, mais néanmoins déterminé, il a tous les attributs du bon chef d'équipe. Il est cependant hanté par l'absence de son père, qu'il croit mort.
- Fred Takan (高杉 真吾, Takasugi Shingo?) / Force Verte (グリーンツー, Gurīn Tsū?, "Green Two") (1-51) est un pilote de course, ce qui fait de lui le mécanicien de l'équipe. Il est doté d'une certaine fierté, et ne supporte pas de faire des erreurs.
- Bob Minara (南原 竜太, Nanbara Ryūta?) / Force Bleue (ブルースリー, Burū Surī?, "Blue Three") (1-51) est un amateur de sports aquatiques, du scooter des mers à la plongée sous-marine. Il est le membre le plus agile de l'équipe, mais aussi le plus enfantin et naïf, ce qui fait qu'il se retrouve souvent dans des situations embarrassantes.
- Mika Koizumi (小泉 ミカ, Koizumi Mika?) / Force Jaune I (初代イエローフォー, Shodai Ierō Fō?, "Yellow Four") (1-10) est une photographe professionnelle se spécialisant dans les photos de la vie sauvage. D'un tempérament solitaire, elle refuse au départ de joindre les Biomen, mais se ravise quand elle se rend compte que Gear risque de détruire la nature qu'elle aime tant. Étant la « femme forte » de l'équipe, par opposition à Sikou, elle veille souvent sur elle et la protège en situation de combat. Dans l'épisode 10, elle se sacrifie en incitant Jason à vider toute sa charge d'anti-bio-particules sur elle.
- Jun Yabuki (矢吹 ジュン, Yabuki Jun?) / Force Jaune II (二代目イエローフォー, Nidaime Ierō Fō?, "Yellow Four") (11-51) est une archère qui revenait d'une compétition en Europe lorsqu'elle aperçut les Biomen, à la recherche d'une nouvelle Force Jaune. D'un tempérament enjoué, elle veut rejoindre les Biomen juste pour leurs pouvoirs, mais l'équipe rejette cette fille trop peu sérieuse. Jun continue pourtant de suivre les Biomen, les aidant au péril de sa vie. Elle trouve alors grâce à leurs yeux, ayant prouvé qu'elle avait compris l'ampleur de la tâche qui l'attendait, et comme il est découvert qu'elle possède des bio-particules, rejoint l'équipe.
- Sikou Katsura (桂木 ひかる, Katsuragi Hikaru?) / Force Rose (ピンクファイブ, Pinku Faibu?, "Pink Five") (1-51) est une flûtiste. Elle semble d'abord être la plus faible de l'équipe, étant en permanence sauvée par Mika. Après la mort de celle-ci, cependant, elle semble devenir plus forte, à la fois physiquement et mentalement.

### Alliés
- Peebolo (ピーボ, Pībo?) (1-51) : Un robot venu de la planète Bio avec le géant Bioman, pour échapper à la guerre qui s'y déroulait. Il reste le plus souvent à la Bio-base, d'où il peut s'occuper de l'équipement des Biomen, et surveiller les attaques du nouvel empire Gear.
- Shûichi Kageyama (蔭山秀一, Kageyama Shūichi?) (25-26, 43-44, 47-51) : Un jeune garçon qui ressemble étrangement à Prince (l'acteur Hidenori Iura jouant les deux rôles). Il est à la recherche de son père, et finit par apprendre que son père n'est autre que le Dr. Mad. Il quitte Tokyo peu après, mais les Biomen le rencontrent une fois de plus, en tant qu'assistant du Dr Shibata.
- Dr Shibata (柴田博士, Shibata-hakase?) (43-44, 47-50) : Un scientifique énigmatique qui a mis au point le circuit émotionnel, qui permet à des robots de ressentir des émotions humaines, et qu'il cherche à implanter chez les membres du nouvel empire Gear pour les pacifier. Il est en fait le père de Jacky Gor, transformé en cyborg, et un ancien collègue du Dr Kageyama (Mad).
- Shôta Yamamori (山守 正太, Yamamori Shōta?) (35-36) : Un jeune ermite vivant dans les montagnes. Au vu de ses aptitudes au combat, Jacky le soupçonne un temps d'avoir des bio-particules en lui. Shôta tombe amoureux de Jun et souhaite rejoindre l'équipe des Biomen. Malheureusement pour lui, le géant Bioman ne trouve aucune bio-particule en lui. Désapprouvé, Shôta se laisse embrigader dans une expérience de Farah qui le transforme en Soldat magnétique (マグネ戦士, Magune Senshi?), mais il réussit à échapper à l'influence du nouvel empire Gear.

### Nouvel empire Gear
Le nouvel empire Gear (新帝国ギア, Shin Teikoku Gia) est un empire composé entièrement de robots et dirigé par le Docteur Mad, depuis la base de Néograd (ネオグラード, Neogurādo), au pôle Sud. Leur but est de s'emparer de la Terre, pour y imposer leur domination sur le genre humain.
- Docteur Mad (ドクターマン, Dokutā Man?, "Doctor Man") (1-51) : Leader cyborg du nouvel empire Gear. C'est lui qui a conçu et fabriqué chacun des membres de son empire, que ce soient les généraux, les Cinq Bêtes, les Machigan-Kabunokans, ou les Mekarons. Autrefois un être humain appelé « Hideo Kageyama » (「蔭山秀夫」, « Kageyama Hideo »?), il cherche à dépasser cette condition. Les autres membres de l'empire lui font honneur à travers le salut « Tous pour Mad ! » (「フォア・ザ・マン！」, « Foa za Man! »?).

#### Les Trois Grands
Les Trois Grands (ビッグスリー, Biggu Surī, "Big Three") sont les généraux du nouvel empire Gear. Ils mettent au point les plans destinés à se débarrasser des Biomen, et commandent les Cinq Bêtes.
- Jason (メイスン, Meisun?, "Mason") (1-50) : le bras droit du Docteur Mad
- Farah (ファラ, Fara?, "Farah") (1-49) : l'officier féminin
- Monstre (モンスター, Monsutā?, "Monster") (1-48) : le gros bras, aussi fort que stupide

#### Les Cinq Bêtes du Génoïde
En plus des officiers réguliers, le nouvel empire Gear a à son service cinq monstres bio-mécaniques aux pouvoirs variés, appelés les « Cinq Bêtes du Génoïde » (「ジューノイド五獣士」, « Jūnoido Go Jūshi »). Ce sont ces cinq bêtes que combattent les Biomen lors des combats à taille humaine. Au cours de l'épisode 31, le Docteur Mad décide de sacrifier les Cinq Bêtes dans une attaque qui était censée détruire les Biomen : Motzou et Aqua-tiger sont détruits, mais Saïgon, Madler et Juo survivent et sont réparés par le Docteur Mad, qui en profite pour les améliorer.
- Motzou (メッサージュウ, Messājū?) le monstre volant. Il peut tirer des rayons avec la bouche et les yeux.
- Saïgon (サイゴーン, Saigōn?) le psychique. Son nom est à l'origine un jeu de mots avec le mot anglais psychic, qui se prononce [saɪkɪk]. Il possède trois visages dotés chacun d'un pouvoir particulier (cracher du feu, souffler de la glace et faire de la télékinésie).
- Aqua-tiger (アクアイガー, Akuaigā?) le combattant amphibie, armé d'un harpon. Son attaque de prédilection consiste à générer des bulles explosives. Il peut aussi cracher des puissants jets d'eau.
- Madler (メッツラー, Mettsurā?) l'espion cyclope. Il est capable de se rendre invisible, de tirer des éclairs de plasma par son œil, ainsi que de créer des illusions.
- Jouoh (ジュウオウ, Jūō?) le balourd de service, comparse de Monstre. Son nom veut dire roi-bête en japonais. Armé d'une chaîne à boulet et capable de tirer des explosifs.

#### Autres
- Farah Cat (ファラキャット, Fara Kyatto?, "Farah Cat") (1-51) : la garde du corps androïde de Farah, en général chargée du sale boulot. Rapide, agile et acrobatique, elle combat avec ses griffes et utilise parfois une paire de nunchakus. Elle compense le fait de n'avoir aucun pouvoir spécial par son style et ses armes même si elle est moins mise en avant que les cinq bêtes du Génoïde. Elle se retrouve souvent opposée à Force Jaune lors des combats. C'est la dernière membre de l'empire Gear à être tuée par Force Jaune et Force Rose lors du dernier épisode. Elle est également caractérisée par le fait d'avoir très peu de répliques dans toute la série.
- Mekarons (メカクローン, Mekakurōn?, "Mecha Clone") (1-51) : les soldats robotiques de base de l'empire. Ils sont intelligents avec une autonomie et ils ont une conscience capable de prendre des décisions.
- Meka-Humains (?) : Des Mekarons créés par le docteur Mad dans l'épisode 4. Ils ont une apparence humaine tel des androïdes. Les autres Mekarons ont également eu le pouvoir de prendre forme humaine par la suite et devenir des Meka-Humains. Dans leur première apparition, ils ont ainsi pu se fondre dans la société et détruire un laboratoire mais cela a permis à Force Verte et Force Bleue de découvrir leurs pouvoirs qui permettent de les reconnaître à travers leur apparence et de les démasquer, ce qui a réduit le danger qu'ils représentent pour les Biomen.
- Les Machigan-Kabunokans[1] (メカジャイガン, Meka Jaigan?, "Mecha Gigan") sont des robots géants créés par le Docteur Mad pour combattre le Géant Bioman. Leurs noms se finissent par kans. Pendant la première partie de la série, ils sont auto-pilotés, mais à partir de l'épisode 31, le docteur Mad se met à créer des robots plus performants qui nécessitent d'être pilotés par un des Trois Grands. Dans la version originale, ces nouveaux robots sont appelés Neo Mecha Gigan (ネオメカジャイガン, Neo Meka Jaigan?) et leurs noms se terminent par -megas.

- Prince (プリンス, Purinsu?, "Prince") (19-20, 49-50) : Un Mekaron, créé spécialement par le Docteur Mad pour lui succéder en tant que fils et héritier. Bien qu'entièrement robotique, il ressent certaines émotions à l'évocation de sa mère (qui n'existe pourtant pas), qu'il se met à rechercher. Détruit par les Biomen dans l'épisode 20, il est par la suite reconstruit par Silva dans l'épisode 49, dans le but d'infiltrer Néograd, mais n'est pas remis en service car Shūichi prend sa place.

### Silva
Silva, le Chasseur anti Bio-Particules (バイオハンター・シルバ, Baio Hantā・Shiruba, "Bio Hunter Silver"), est un robot créé sur la planète Bio par l'Alliance contre les Bio-Particules, qui jugeait dangereuse la prolifération de celles-ci. Programmé pour anéantir les Bio-Particules coûte que coûte, il est un ennemi des Biomen, mais n'est pas allié avec le Nouvel Empire Gear pour autant. Son laser est appelé le "Bio buster" dans La V.O. Il peut d'ailleurs être vu comme une représentation de cow-boy-robot avec sa façon de tenir son laser, sa rapidité et son habileté à tirer. Il sera reconstruit durant le film crossover Kamen Rider × Super Sentai Super Hero Taisen pour détecter l'énergie et traquer les Kamen Rider et sera renommé Rider Hunter Silva[réf. nécessaire].
- Balgion (バルジオン, Barujion?, "Balgion") est le robot géant de Silva, à bord duquel il est arrivé sur Terre, mais duquel il a été accidentellement séparé. Depuis, Balgion est recherché activement par Silva, mais également par le nouvel empire Gear, qui voit en lui une arme capable de détruire les Biomen.

## Arsenal
- Le technob (テクノブレス, Tekunoburesu?, "Techno Brace") est le bracelet de transformation et de communication, porté sur le poignet droit.

### Équipement
- Bio-dague / Bio-laser / Bio-épée (バイオソード, Baiosōdo?, "Bio-Sword") : derrière ces trois noms se cachent en fait la même arme, possédant trois modes :
  - La Bio-dague (バイオソード短剣タイプ, Baiosōdo tanken taipu?, "Bio-Sword type Dague") est l'arme standard des Biomen. Alors que la Bio-épée est plutôt utilisée pour réaliser des attaques spéciales, la Bio-dague est plutôt utilisée en combat au corps à corps classique.
  - Le Bio-laser (バイオソード銃タイプ, Baiosōdo jō taipu?, "Bio-Sword type Pistolet") est une arme à distance. Il est utilisé surtout contre les Mekarons mais sert aussi dans un des Bio-Électrons.
  - La Bio-épée (バイオソード剣タイプ, Baiosōdo ken taipu?, "Bio Sword type Épée") est surtout utilisée pour réaliser des attaques spéciales. Chacun des Biomen possède une attaque spéciale à l'épée qui lui est propre. Elle est également utilisée pour le Bio-électron.
- Le Bio-boomerang (グリーンブーメラン, Gurīn Būmeran?, "Green Boomerang") est un boomerang de lumière que peut générer Force Verte.
- Le Bio-arc (バイオアロー, Baio-arō?, "Bio-arrow") est l'arme personnelle de la seconde Force Jaune.

### Attaques
- Bio-électron (バイオエレクトロン, Baio-erekutoron?, "Bio-electron") est le nom générique donné aux attaques effectuées à cinq par les Biomen. Elles sont utilisées pour terminer le combat en infligeant assez de dommages à l'ennemi (l'une des Cinq Bêtes) pour le faire fuir. Après l'incident de la Comète X, les Biomen doivent abandonner ces attaques (développant à la place le super-Bio-électron), car elles sont devenues inefficaces, les ennemis ayant été renforcés et améliorés. Il est à noter que dans la version française, les Bio-électrons n'ont pas de noms individuels ; les noms japonais sont donc utilisés ici.
  - Miracle Laser (ミラクルレーザー, Mirakuru Rēsā?, "Miracle Laser") : les Biomen croisent les lames de leurs Bio-épées, qui irradient la Bête.
  - Bio Electro Beam (バイオエレクトロビーム, Baio-erekutoro Bīmu?, "Bio Electro Beam") : les Biomen utilisent leurs lasers pour tirer simultanément sur leur ennemi/
  - Bio Super Electron (バイオスーパーエレクトロン, Baio-sūpā-erekutoron?, "Bio Super Electron") : Les Biomen tirent un rayon laser depuis le haut de leurs casques
  - Bio Electro Big Arrow (バイオエレクトロビッグアロー, Baio-erekuturo Biggu Arō?, "Bio Electro Big Arrow") : les Biomen utilisent une version agrandie du Bio-arc pour tirer sur leur ennemi.
  - Bio Revolver (バイオリボルバー, Baio-riborubā?, "Bio Revolver") : Les Biomen se répartissent autour de leur ennemi, puis effectuent simultanément un saut périlleux arrière avec coup de pied, ce qui envoie l'ennemi valser dans les airs
  - Miracle Bomber (ミラクルボンバー, Mirakuru Bombā?, "Miracle Bomber") : À l'aide de leur dagues, les Biomen bombardent simultanément le sol d'un rayon laser. La déflagration se propage jusqu'à la Bête.
  - Circus Loop (サーカスループ, Sākasu Rūpu?, "Circus Loop") : Les Biomen effectuent chacun leur tour un saut périlleux avant ponctué par un coup de pied en direction de leur ennemi, puis recommencent, ensemble cette fois-ci.
  - Penta Beam (ペンタビーム, Penta Bīmu?, "Penta Beam")

- Le Super-bio-électron (スーパーエレクトロン, Sūpā-erekutoron?, "Super Electron") est une attaque plus puissante que les Bio-électrons développée après l'incident de la Comète X pour faire face aux Bêtes renforcées. Pour réaliser le super-Bio-électron, les Biomen s'envolent dans les airs, se rassemblent et se lancent sur l'ennemi tout en irradiant des Bio-particules.

### Véhicules
- Les Bio-Mach (バイオマッハ, Baiomahha?, "Bio-Mach") sont deux motos pilotées l'une par Force Rouge, l'autre par Force Jaune.
- Le Bio-Turbo (バイオターボ, Baiotābo?, "Bio-Turbo") est une Mazda RX-7 modifiée utilisée par les trois autres Biomen. Elle est généralement pilotée par Force Verte, Force Rose servant de copilote.

## Mechas
- Le Bio-Dragon (バイオドラゴン, Baiodoragon?, "Bio-Dragon") est le véhicule utilisé pour transporter les Bio-Jets jusque sur le lieu de bataille. Il est piloté par les Biomen ou Peebolo, soit auto-piloté. Une fois sur place, et après avoir embarqué les Biomen, le Bio-Dragon s'ouvre pour devenir une plate-forme aérienne de lancement. Le Bio-Dragon peut également agripper le géant Bioman déjà formé pour le déplacer. Il peut également servir de base auxiliaire mobile (son intérieur ressemble d'ailleurs à l'intérieur de la Bio-base).

- Le géant Bioman (バイオロボ, Baio Robo?) est le robot qui a irradié les ancêtres des Biomen de bio-particules, puis qui a ensuite sélectionné les Biomen. Il est utilisé par les Biomen pour combattre les Machigan Kabunokans. Il est formé à partir des Bio-Jets par la commande « Bio-connexion ! » (「合体！ハイパークロス！」, « Gattai! Haipākurosu! »?). Il est armé de l'épée Super Menza (スーパーメーザー, Sūpā Mēzā?, "Super Maser").
  - Le Bio-Jet 1 (バイオジェット１号, Baio-Jetto Ichigō?) est piloté par Force Rouge et Force Rose. Il forme les bras, la tête et le torse du géant Bioman.
  - Le Bio-Jet 2 (バイオジェット２号, Baio-Jetto Nigō?) est piloté par Force Verte, Force Bleue et Force Jaune. Il forme les jambes du géant Bioman.

## Épisodes
1. Le géant Bioman (謎の巨大ロボ出現, Nazo no Kyodai Robo Shutsugen?)
2. Les guerriers rassemblés par le destin (集合！宿命の戦士, Shūgō! Shukumei no Senshi?)
3. Bio-Robot, notre protecteur (わが友バイオロボ, Waga Tomo Baio Robo?)
4. Les meka-humains (自爆！メカ人間, Jibaku! Meka Ningen?)
5. Tuez l'ennemi invisible (見えない敵を斬れ, Mienai Teki o Kire?)
6. Réveille-toi Bio-Robot ! (起て！バイオロボ, Tate! Baio Robo?)
7. Accroche-toi Peebolo ! - 1re partie (つかまったピーボ, Tsukamatta Pībo?)
8. Le serment fait aux étoiles - 2e partie (戦え！星に誓って, Tatakae! Hoshi ni Sakatte?)
9. Quand sauter à la corde vous fait disparaître (人を消すなわ跳び, Hito o Kesu Nawatobi?)
10. Adieu Force Jaune (さよならイエロー, Sayonara Ierō?)
11. La naissance de Jun, la nouvelle combattante (新戦士ジュン登場, Shin Senshi Jun Tōjō?)
12. Force Verte, un assassin ? (殺人者グリーン！, Satsujinsha Gurīn!?)
13. Attention Jun… (ジュンよ！, Jun yo!?)
14. Le nouveau cerveau Brain (新頭脳ブレイン！, Shin Zunō Burein!?)
15. Le serment des combattantes de feu (女戦士炎の誓い, Onna Senshi Honō no Chikai?)
16. 21 599 secondes (走れ２１ ５９９秒, Hashire Ni-Man-Sen-Gobyaku-Kyū-Jū-Kyū-byō?)
17. La légende du pêcheur Urashima (僕は龍宮城を見た, Boku wa Tatsumiya-jō o Mita?)
18. La prière d'une fille aux pouvoirs extraordinaires (超能力少女の祈り, Chōnōryoku Shōjo no Inori?)
19. L'héritier - 1re partie (父はドクターマン, Chichi wa Dokutā Man?)
20. L'héritier - 2e partie (プリンスの挑戦！, Purinsu no Chōsen!?)
21. Protégez la Bio-base (守れバイオベース, Mamore Baio Bēsu?)
22. Les statues volées (大泥棒！？ブルー！, Dai Dorobō!? Burū!?)
23. Sauvez la planète ! (ギョ！人形の襲撃！, Gyo! Ningyō no Shūgeki!?)
24. Les bombes-fleurs attaquent (爆発する愛の花, Bakuhatsu Suru Ai no Hana?)
25. Le fantôme de Prince (プリンスの幽霊？, Purinsu no Yūrei??)
26. Le terrible secret du père (恐るべき父の秘密, Osorubeki Chichi no Himitsu?)
27. Quand les araignées font la loi (クモ地獄の女戦士, Kumo Jigoku no Onna Senshi?)
28. L'assassinat du Docteur Mad (ドクターマン暗殺, Dokutā Man Ansatsu?)
29. Le jour où Tokyo fut rayé de la carte (東京が消える日！？, Tōkyō ga Kieru Hi!??)
30. L'épée démoniaque (最強カンスの魔剣, Saikyō Kansu no Ma Ken?)
31. Comète X, attention danger ! (新型！？メガス出現, Shingata!? Megasu Shutsugen?)
32. La grande réparation (ギアの大改造作戦, Gia no Dai Kaizō Sakusen?)
33. Les Biomen inventent une nouvelle ruse (出るか！？新必殺技, Deru ka!? Shin Hissatsu-waza?)
34. Attention à la puissance Bio (見よ！バイオの力, Mi yo! Baio no Chikara?)
35. Le sixième homme (6番目の男, Rokubanme no Otoko?)
36. L'homme métamorphosé (変身ボーイ, Henshin Bōi?)
37. Celui qui a voulu trahir le Docteur Mad (殺し屋シルバ！, Koroshiya Shiruba!?)
38. Le mystère de Balgion (謎のバルジオン, Nazo no Barujion?)
39. Le piège tendu par Jason (メイスンのワナ！, Meisun no Wana!?)
40. On a volé le Bio-Turbo (奪われたターボ！, Ubawareta Tābo!?)
41. La berceuse diabolique (悪魔の子守り唄！, Akuma no Komoriuta!?)
42. Force Rouge risque sa vie (郷！命を賭けろ！, Gō! Inochi o Kakero!?)
43. Miki, la fille au pouvoir diabolique - 1re partie (セーラー服の戦士, Sērā-fuku no Senshi?)
44. Le circuit émotionnel - 2e partie (美しき良心回路, Utsukishiki Ryōshin Kairo?)
45. Jun, la bombe humaine (人間爆弾ジュン！, Ningen Bakudan Jun!?)
46. Tokyo, c'est la jungle ! (脱出！わなの町！, Dasshutsu! Wana no Machi!?)
47. L'étrange docteur Shibata (柴田博士の正体！？, Shibata-hakase no Shōtai!??)
48. Docteur Mad, nos sincères condoléances (出現！バルジオン, Shutsugen! Barujion?)
49. Prends garde Bioman (危うしバイオロボ, Ayaushi Baio Robo?)
50. La revanche (突撃ネオグラード, Totsugeki Neogurādo?)
51. Bon voyage Peebolo ! (さよなら！ピーボ, Sayonara! Pībo?)

## Film
- 1984 : Bioman 超電子バイオマン (Chōdenshi Baioman?)

L'histoire de ce film se situe quelque part entre les épisodes 20 et 25, soit entre la rencontre avec Prince et l'apparition de Shûichi, on peut le constater par rapport aux vêtements que porte Sikou et le fait que le docteur Mad ne soit pas complètement cybernétique.

## Distribution
- Ryōsuke Sakamoto (阪本 良介, Sakamoto Ryōsuke?) (V.F. Jacques Bernard) : Jacky Gor / Force Rouge (1-51)
- Naoto Ōta (太田 直人, Ōta Naoto?) (V.F. Jean-Pierre Malardé) : Fred Takan / Force Verte (1-51)
- Akito Ōsuga (大須賀 昭人, Ōsuga Akito?) (V.F. Jean-Pierre Denys) : Bob Minara / Force Bleue (1-51)
- Yuki Yajima (矢島 由紀, Yajima Yuki?) (V.F. Geneviève Taillade) : Mika Koizumi / Force Jaune I (1-10)
- Sumiko Tanaka (田中 澄子, Tanaka Sumiko?) (V.F. Geneviève Taillade) : Jun Yabuki / Force Jaune II (11-51)
- Michiko Makino (牧野 美千子, Makino Michiko?) (V.F. Annabelle Roux) : Sikou Katsura / Force Rose (1-51) :
- Yoshiko Ōta (太田 淑子, Ōta Yoshiko?) (V.F. Marcelle Lajeunesse) : Peebolo (1-51)
- Hidenori Iura (井浦 秀知, Iura Hidenori?) (V.F. Marcelle Lajeunesse) : Shūichi Kageyama / Prince (19-20, 25-26, 43-44, 47-51)
- Tadao Nakamaru (中丸 忠雄, Nakamaru Tadao?) (V.F. Jean-Pierre Denys) : Dr Shibata (43-44, 47-50)
- Munemaru Kōda (幸田 宗丸, Kōda Munemaru?) (V.F. Laurent Hilling) : Hideo Kageyama / Docteur Mad (1-51)
- Hirohisa Nakata (中田 博久, Nakata Hirohisa?) (V.F. Michel Mery) : Jason (1-50)
- Yōko Asuka (飛鳥 裕子, Asuka Yōko?) (V.F. Marcelle Lajeunesse) : Farah (1-49)
- Yukari Ōshima (大島 ゆかり, Ōshima Yukari?) (V.F. Geneviève Taillade) : Farah Cat (1-51)
- Strong Kongō (ストロング 金剛, Sutorongu Kongō?) (V.F. Jacques Garcia) : Monstre (1-48)
- Hiroshi Izawa (伊沢 弘, Izawa Hiroshi?) (V.F. Jean-Pierre Denys) : Madler (1-49)
- Masahiro Anzai (安西 正弘, Anzai Masahiro?) (V.F. Michel Mery)  : Jūō (1-48)
- Keisuke Yamashita (山下 啓介, Yamashita Keisuke?) (V.F. Jean-Pierre Malardé) : Saïgon (1-50)
- Hirotaka Nagai (永井 寛孝, Nagai Hirotaka?) (V.F. Jean-Pierre Denys) : Aqua-Tiger (1-31)
- Shun Yashiro (八代 駿, Yashiro Shun?) (V.F. Jean-Pierre Denys) : Motzou
- Kazuo Hayashi (林 一夫, Hayashi Kazuo?) (V.F. Michel Mery) : Silva
- Ichirō Murakoshi (村越 伊知郎, Murakoshi Ichirō?) (V.F. Jacques Garcia) : Narrateur (1-51)

## Autour de la série
- Selon Ryōsuke Sakamoto, la mort de Force Jaune dans le dixième épisode était prévue depuis le début de la série afin de montrer que l'arrogance peut conduire à la perte. Cette explication est bien différente de la rumeur de l'époque, qui voulait que cette mort ait été causée par le départ soudain de Yuki Yajima du Japan Action Club, en raison d'un problème de salaire[2].
- La version française de la série eut plusieurs génériques différents : pour sa première diffusion sur Canal+, Michel Barouille proposa des génériques français de début et de fin très proches des génériques japonais[3],[4], et sur TF1, Bernard Minet interpréta un titre sans aucun rapport avec l'esprit des musiques de la série[5] (ce qu'il fit également pour Flashman, Maskman, Liveman et Turboranger).
- Les Nuls ont parodié la série dans leur émission TVN 595 diffusée en 1988 sur Canal + (séquence de 1m47 au début de Youpi les Babous).
- Les Inconnus en 1990 ont réalisé un sketch parodique de cette série, intitulée Biouman[6].
- Patrick Sébastien s'est inspiré du générique français de Bioman pour enregistrer une parodie, intitulée Mitterran, maître de l'univers, pour caricaturer François Mitterrand en super-héros[7].
- La musique du générique de début japonais fut reprise pour les deux premiers épisodes de France Five[8].
- Bioman est la première série sentai qui fait apparaître un sixième membre potentiel (épisodes 35-36). Ce personnage est Shota Yamamori, qui veut entrer dans l'équipe et incarne un guerrier noir, bien que son costume ne soit pas assorti à ceux des Biomen. D'autres séries sentai proposeront par la suite des versions maléfiques des héros, ou au moins un personnage oscillant du côté du bien comme du mal, pouvant affronter les héros comme se rallier à leur cause. Elle est également la deuxième série de ce type proposant la mort d'un personnage principal (après Battle Fever J), donnant un ton résolument sombre et dramatique à une série habituellement légère, puisque destinée à un jeune public.
- Maskman et Liveman ne présentent aucun lien scénaristique avec Bioman, qui est une série complète n'appelant pas de suite. Les mentions Bioman 2 et Bioman 3 accolées au titre de ces séries furent proposées pour que les téléspectateurs français puissent savoir immédiatement qu'ils auraient affaire à des séries de type sentai, dans la lignée de Bioman, et présentant des caractéristiques communes avec celle-ci. Il semblerait également que cette appellation fût destinée aux marchands de jouets pour qu'ils se rappellent la licence. Au Japon, les téléspectateurs sont en effet habitués à la diffusion chaque année d'un nouveau sentai prenant la suite du précédent dans la grille des programmes, sans qu'aucun lien entre les différentes séries ne soit établi, autre que des éléments communs formels (la présence de cinq jeunes guerriers en couleurs et d'un robot géant, etc.). D'autres séries sentai furent ensuite présentées au public français, sans que la mention Bioman ne soit ajoutée à leur titre.
- Bioman est la deuxième saison de la franchise Super Sentai (sans compter Goranger), après Sun Vulcan, que Haim Saban a voulu adapter en Power Rangers, mais cela n'a pas pu se faire avant Zyuranger. (Saban avait tourné un épisode pilote du nom de Bio-Man ; les personnages avaient le même nom que les personnages de Power Rangers : Mighty Morphin, et à l'exception de l'actrice qui jouait la ranger jaune, les acteurs avaient la même origine ethnique que ceux de Mighty Morphin.)